# Sydney Ringer
Sydney Ringer (Norwich, 1835 – Lastingham, 14 ottobre 1910) è stato un fisiologo e farmacologo inglese conosciuto per le cosiddette soluzioni di Ringer.
Nato in una famiglia di Quaccheri a Norwich, suo padre morì quando lui era ancora piccolo.
Il fratello più giovane, Frederick, creò in Giappone, a Nagasaki, la compagnia di  Holme, Ringer & Co, per il cui successo commerciale fu soprannominato "il re di Nagasaki".
La carriera di Ringer si svolse all'University College Hospital di Londra, dove entrò nel 1854 e si laureò nel 1860 diventando medico ufficiale dell'University Medical Hospital dal 1861 al 1862.
Fu membro della Royal Society.

## Le ricerche scientifiche
È passato alla storia per i suoi esperimenti con cuori di rana immersi in soluzione: aveva osservato che un cuore isolato di rana, immerso in una soluzione acquosa e privato degli ioni calcio, smetteva subito di battere. Venne alla luce così la dipendenza della contrazione cardiaca dalla concentrazione extracellulare di calcio e quindi la fondamentale importanza per il cuore dell'apporto esterno di calcio. Da questi esperimenti presero il nome le  "Soluzioni di Ringer", fondamentali come reidratanti.
Ringer è stato uno dei primi ricercatori nella pratica clinica. Aveva un laboratorio nel dipartimento di fisiologia perché al tempo non ancora presenti laboratori nell'University College.